# Kostaryka na Mistrzostwach Świata w Lekkoatletyce 2009
Kostaryka na Mistrzostwach Świata w Lekkoatletyce 2009 – reprezentacja Kostaryki podczas czempionatu w Berlinie liczyła 2 zawodników (trzeci reprezentant – Nery Brenes nie wystartował w biegu na 400 m). Nie zdobyła żadnego medalu.

## Występy reprezentantów Kostaryki

### Mężczyźni
| Konkurencja   | Zawodnik     | Finał   | Finał |
| Konkurencja   | Zawodnik     | Wynik   | Poz.  |
| ------------- | ------------ | ------- | ----- |
| Chód na 20 km | Allan Segura | 1:29:52 | 41.   |

### Kobiety
| Konkurencja   | Zawodniczka    | Eliminacje | Eliminacje | Półfinał       | Półfinał       | Finał          | Finał          |
| Konkurencja   | Zawodniczka    | Wynik      | Poz.       | Wynik          | Poz.           | Wynik          | Poz.           |
| ------------- | -------------- | ---------- | ---------- | -------------- | -------------- | -------------- | -------------- |
| Bieg na 400 m | Sharolyn Scott | 55,63 PB   | 33.        | Nie awansowała | Nie awansowała | Nie awansowała | Nie awansowała |